# 約翰·高蒂
小约翰·约瑟夫·高蒂（英語：John Joseph Gotti, Jr.，1940年10月27日—2002年6月10日），又譯為約翰·高提，是一名意大利裔美國黑幫、紐約市甘比諾犯罪家族的老大。他行事高調，喜歡穿著高級西裝出現在媒體面前，被稱為華衣教父（Dapper Don）；曾被控告多個罪名，但他最後都能全身而退，因此被稱為鐵氟龍教父（Teflon Don）。

## 生平

### 童年时光
高蒂在家中13个兄弟姐妹中排行第五。高蒂的父亲是一个普通工人，时常失业。约翰·高蒂12岁时，全家搬到了纽约的贫民区——皇后区。他16岁因“违反校规”而被他所在的高中开除。18岁时，他第一次在警察局备案。

### 黑帮生涯
约翰偶然结识了甘比诺家族的一位头目安尼罗·德拉克罗什，因而开始了他的黑帮生涯。1985年，德拉克罗什因病去世，高蒂失去了保护伞，于是他策划并暗杀了当时的教父保罗·卡斯特兰诺，并担任新一任的教父。1992年6月被甘比诺家族二号人物公牛沙米出卖，被法院判处終身监禁。1996年，因为身患喉癌，被迫让位。高蒂一直被关押在伊利诺斯州斯普林菲尔德监狱。

## 流行文化
在他被定罪後，有五部電視電影和兩部電影都曾描寫過高蒂：
- 《Getting Gotti（英语：Getting Gotti）》——1994年的電視電影，由安東尼·丹尼生飾演高蒂[4]
- 《無法無天》——1996年的電視電影，由阿曼德·阿桑特（英语：Armand Assante）飾演高蒂
- 《黑幫終結令（英语：Witness to the Mob）》——1998年的迷你劇，由湯姆·賽斯摩飾演高蒂
- 《黑幫大帝國（英语：Boss of Bosses）》——2001年的電視電影，改編自英文同名書籍，由桑尼·马里内利（英语：Sonny Marinelli）飾演高蒂
- 《Sinatra Club》——2010年的電影，由丹尼·努奇飾演高蒂[5]
- 《B咖流氓》——2015年的電影，由约瑟夫·西拉沃（英语：Joseph Siravo）飾演高蒂
- 《高蒂傳》——2018年的電影，由尊·特拉華達飾演高蒂[6]